# Bridge of the Americas

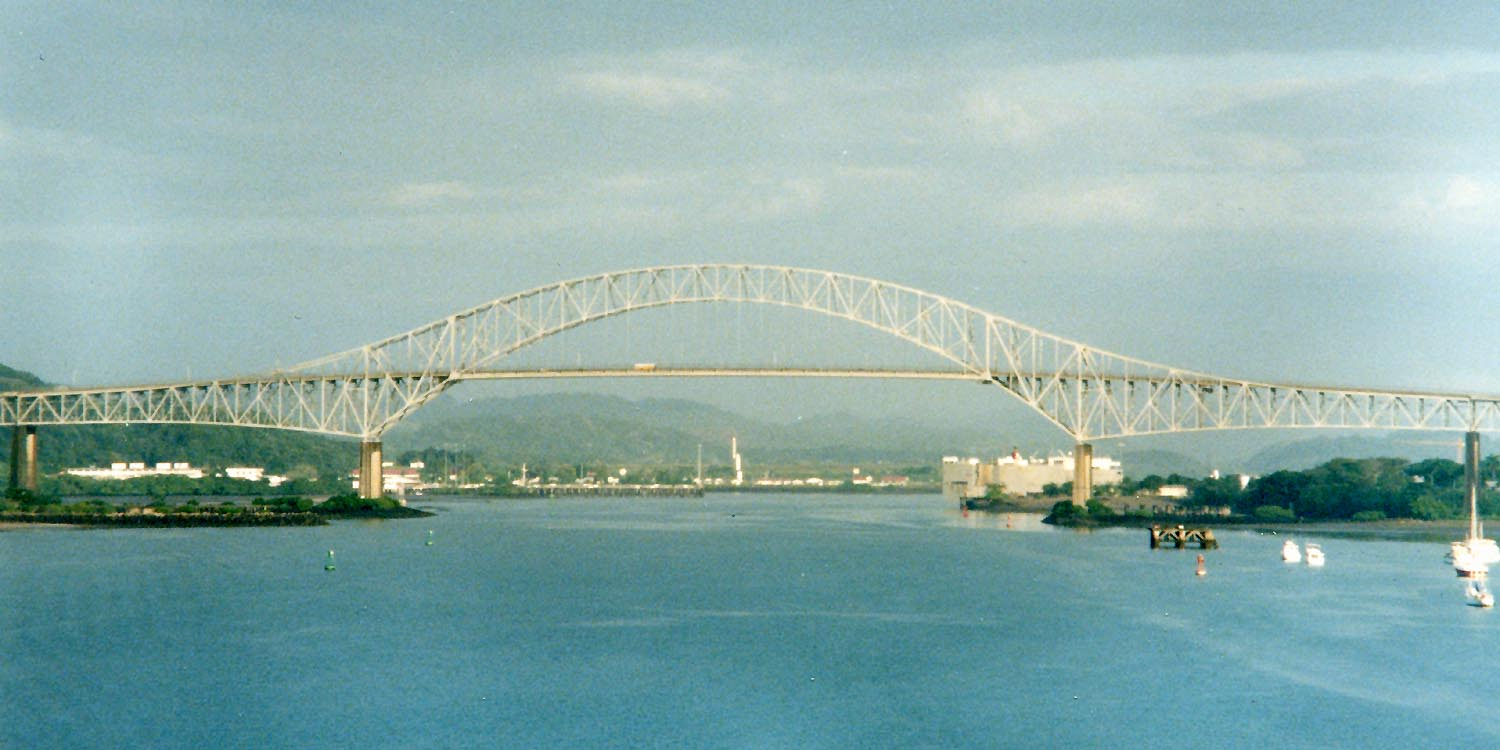
Bridge of the Americas in 2000

De Bridge of the Americas is een verkeersbrug in Balboa, Panama over het Panamakanaal aan de zijde van de Grote Oceaan. De brug is onderdeel van de Pan-Amerikaanse Snelweg.

## Naam
Het Panamees parlement heeft tien dagen voor de opening bepaald dat de naam Puente de las Américas of Bridge of the Americas zou worden. De brug verbindt de beide continenten, vandaar de naam. Tot dan toe werd de brug, vooral door Amerikanen, Thatcher Ferry Bridge (Thatcherveerpontbrug), genoemd naar de veerpont(en) op deze plek. Maurice H. Thatcher was lid geweest van de Kanaalcommissie, en had de veerdienst mogelijk gemaakt. Deze Thatcher knipte het lint door op 12 oktober 1962.

## Ontwerp en bouw
De brug is gebouwd in de periode 1959-1962 door de Verenigde Staten, en kostte $ 20 miljoen. Het was de enige vaste oeververbinding over het Panamakanaal, totdat in 2004 de Centennial Bridge werd geopend. Er zijn wel beweegbare bruggen bij de sluiscomplexen (Miraflor heeft zelfs een beweegbare spoorbrug), maar deze zijn afhankelijk van het schutproces.
De brug is een vakwerkconstructie, met als hoofdvorm een boog. De totale lengte is 1654 m, de hoofdoverspanning is 344 m.